# Siphocampylus microstoma
Siphocampylus microstoma är en klockväxtart som beskrevs av William Jackson Hooker. Siphocampylus microstoma ingår i släktet Siphocampylus och familjen klockväxter.
Artens utbredningsområde är Colombia. Inga underarter finns listade i Catalogue of Life.

## Bildgalleri

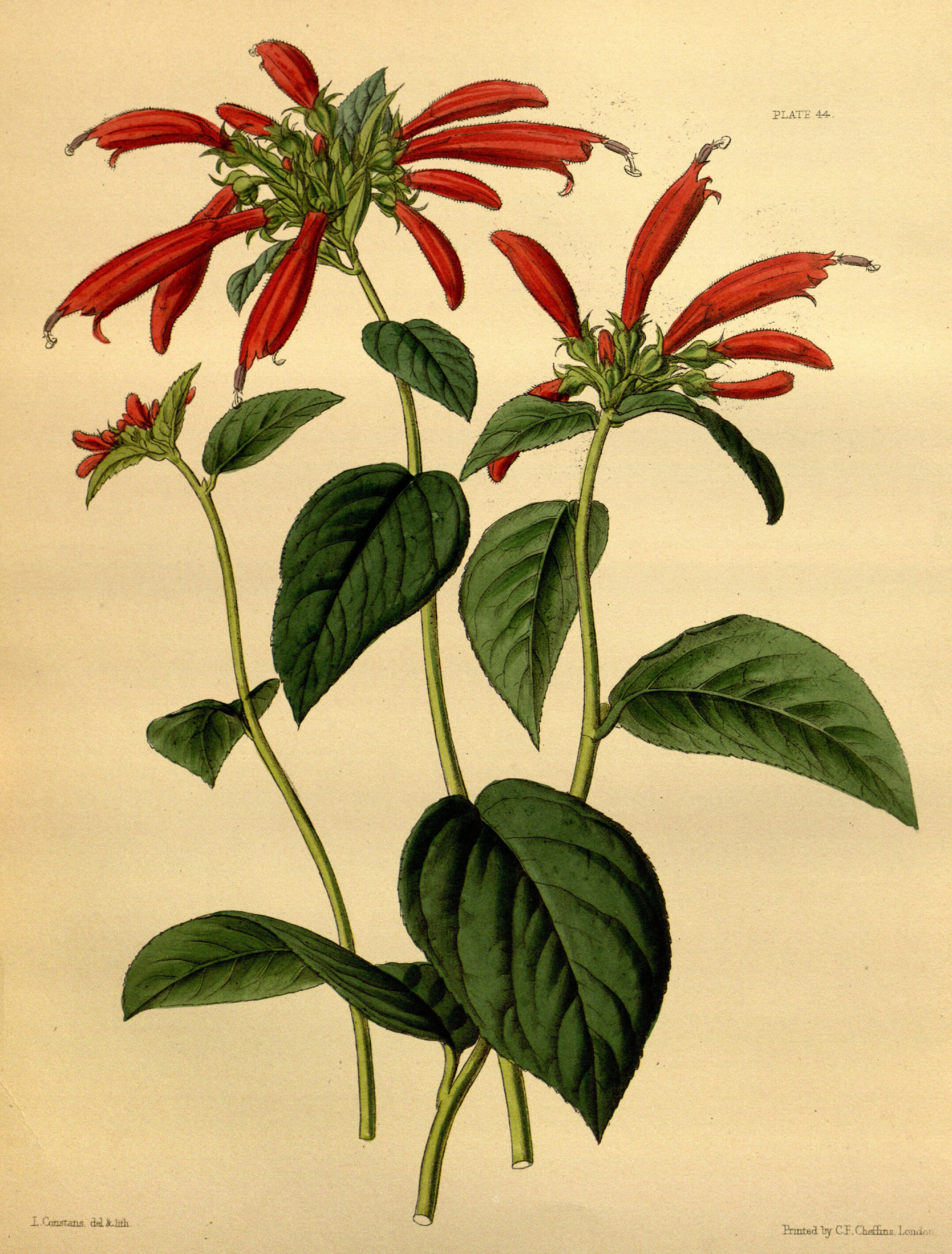